# Paradictyna ilamia
Paradictyna ilamia là một loài nhện trong họ Dictynidae.
Loài này thuộc chi Paradictyna. Paradictyna ilamia được Raymond Robert Forster miêu tả năm 1970.